# Арест Дагестанского подпольного областного комитета РКП(б)
Арест Дагестанского подпольного областного комитета РКП(б) — событие мая 1919 года в ходе Гражданской войны в Дагестане, в результате которого из-за провалившейся попытки государственного переворота дагестанские большевики во главе с Уллубием Буйнакским были арестованы офицерами Горской республики и заключены под стражу. В последствии суд над арестованными проходил уже при власти в Дагестане деникинской администрации, пятеро из большевиков были приговорены к расстрелу, двое — к каторге.

## Предыстория и организация переворота
После революционных событий в России 1917 года в Дагестане в марте 1918 года началась гражданская война, отправной точкой которой стал захват власти в Петровске большевиками под руководством Уллубия Буйнакского. К лету 1918 года на дагестанской равнине была установлена советская власть, в горах доминировали их противники. В августе прошло наступление Бичерахова на Дагестан и советская власть была ликвидирована, а лидеры большевиков ушли в подполье. Убит был Махач Дахадаев, что сказалось на дезорганизации большевиков, они оказались в замешательстве, однако подпольная деятельность продолжалась в периоды османской и британской интервенций, Буйнакский тем временем находился в командировке в Москве.

В начале 1919 года Буйнакский вернулся в Дагестан и присоединился к подпольной работе. К тому времени на границе Дагестана в Чечне встала армия генерала Деникина, угрожавшая вторжением, а внутренняя политическая обстановка в Дагестане была неустойчивой: номинальная власть принадлежала правительству Горской республики, установленному при османах и получившему затем британский протекторат. Однако фактически их власть не распространялась дальше столицы — Темир-Хан-Шуры. Представители британской миссии настойчиво требовали от Горского правительства принять решительные меры против большевиков, чьё влияние нарастало, однако правительство ограничивалось обращениями и реальных действий против открыто действующих подпольщиков не предпринимали. Большевики занимались пропагандой среди населения и организацией вооружённых сил, по словам советского историка Тахо-Годи, почти треть или четверть правительственных войск была завербована в Красную армию. Партизанские отряды формировались при поддержке одного из близких друзей Ленина — Оскара Лещинского, командование было поручено Буйнакскому.
Лещинский предложил нанести главный удар по Петровску, где базировались британские интервенты и денининский отряд генерала Пржевальского. В типографии Темир-Хан-Шуры под руководством большевика Емельяна Гоголева, который тоже был членом подпольного обкома, тайно печатались брошюры и листовки, с призывом к борьбе за власть советов. Связь между руководителем астраханского ревкома Сергеем Кировым и дагестанскими большевиками осуществлялась с помощью рыбацких лодок.

## Поражение советского флота
Большевиками был организован Военный совет, шла усиленная подготовка в государственному перевороту, который должен был быть приурочен к операции советского флота в Каспийском море по отправке десанта из Астрахани в Дагестан. Общее командование вооружёнными силами поручили Саиду Абдул-Халимову. В срочно сформированный морской десант вошёл также отряд 1-го Дагестанского советского конного полка под командованием Осиповского, политруком при отряде назначен К. Мамедбеков.
Как только устье Волги очистится ото льдов, к нам морским путём направятся астраханцы. В момент их высадки на берег будет дан сигнал — орудийные выстрелы из Порт-Петровска. Услышите — выступайте.Уллубий Буйнакский на выступлении в Нижнем Казанище
Астрахань была неудобной базой для ведения боевых действий в Каспии, поэтому командование большевиков решило захватить новый пункт и обосноваться там. Выбор пал на восточную часть Каспия – Форт-Александровский (ныне Форт-Шевченко), где также располагалась мощная радиостанция, через которую поддерживали связь деникинские и колчаковские силы. 29 апреля флот вышел из Астрахани и на следующий день подошёл к берегу и сумел успешно захватить форт, белые силы не были подготовлены к внезапной атаке. Вскоре большевики решили пробиться к Петровску десантом, однако они столкнулись с техническими проблемами: вышли из строя эсминец «Москвитянин» и вспомогательный крейсер «Ильич», из-за чего пришлось повернуть на Астрахань для подготовки к повторной атаке. Но пока основная часть флота шла в Астрахань, другая часть, что оставалась в Форт-Александровском, подверглась нападению британского флота и авиации. Три дня продолжалась их бомбардировка, после чего остатки красного флота отступили в Астрахань.

## Арест и заключение

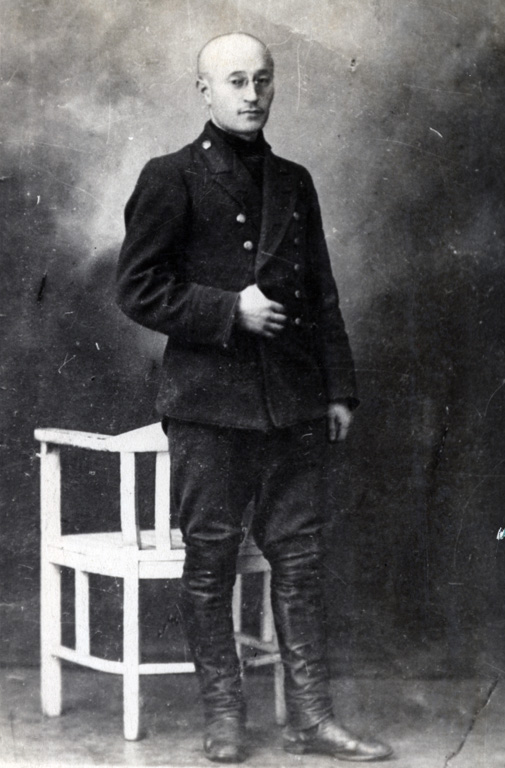
Уллубий Буйнакский

Восстание в Дагестане, назначенное на 2 мая, так и не началось, хотя в ожидании советского десанта люди Лещинского были уже вооружены и занимались выведением из строя деникинской артиллерии и подъёмных кранов для британских гидропланов. Было решено отложить восстание. 11 мая большевики узнали, что в Петровск прибыли астраханцы с письмами. Лещинский выехал туда, затем вернулся вечером 12 мая в Темир-Хан-Шуру. 13 мая в доме Абдул-Вагаба Гаджимагомедова на Апшеронской улице проходило заседание обкома, где Лещинский озвучил полученные от информаторов сведения. По разработанному плану, вместе с десантом в Дагестан должны были прибыть 600 инструкторов для формируемой в области Красной армии. Восстание должно было быть поддержано частями 11-й и 12-й Красных армий, базировавшихся к северу от Кизляра.
Однако советская эскадра была разбита и операция провалилась. Получив разрешение от главы Горского правительства Пшемахо Коцева, офицеры с сотней Дагестанского конного полка во главе с ротмистром Измайловым обложили квартал и дом, где заседали подпольщики. Военный совет 13 мая был арестован почти в полном составе ввиду их провала в конспирации, уцелел только случайно отсутствовавший на заседании Коркмасов. Одновременно с этим по всему городу были арестованы и другие большевики, в том числе не действовавшие подпольно. Всего было арестовано 36 человек и конфисковано их оружие. На заседании были арестованы: Саид Абдул-Халимов, Оскар Лещинский, Абдурахман Исмаилов, Абдул-Вагаб, Гасан Нахибашев, Гоголев, Муртузали Османов и Тимушев.
Под давлением офицерства Коцев ушёл отставку и должность главы Горского правительства перешла генералу Халилову. Ввиду опасности того, что заключённых могут попытаться освободить, Халилов сразу же приказал их перевезти из Темир-Хан-Шуры в тюрьму Петровска под охрану деникинцев из отряда Пржевальского. Сторонники большевиков собрались, чтобы вооружённым путём вызволить их и захватить город. Отряд под командованием Гаруна Саидова выступил из Леваши в сторону Темир-Хан-Шуры, но отряд оказался окружён и полностью разгромлен. Из Маджалиса было послано подкрепление, но оно опоздало. По словам историка Алибека Тахо-Годи, для помощи в их отражении из Петровска был прислан британский аэроплан. Также у села Кумторкала большевики неудачно попытались отбить конвоируемых по дороге в Петровск. Тем временем началось наступление ВСЮР в Дагестане, которые захватили власть в области.
По словам Уллубия, в петровской тюрьме «первое время он был выделен с русскими – тоже арестованными товарищами – потом сделали меня дагестанцем, затем засадили в одиночку, справедливо полагая, что я только всего-навсего Уллубий Буйнакский; ныне я опять дагестанец». Буйнакский также писал, что собирался совершить побег при помощи тюремного дежурного офицера-ингуша Льянова, с котором он сумел разговориться. Однако план не был реализован.

## Суд
В период деникинской власти был сформирован главный Военно-Шариатский суд при правителе Дагестана, председателем суда был назначен полковник Омар Пиралов. Заключённых должны были перевезти обратно в Темир-Хан-Шуру на судебное заседание, но из-за угрозы их освобождения было решено провести суд в Петровске, командировав туда сессию Военно-Шариатского суда.
Согласно материалам дела, при аресте у большевиков были найдены документы:
- карты Петровска и окрестностей, карты Кавказа, карта округов Темир-Хан-Шуринского, Чир-юртовского, Унцукульского, Хунзахского и приморской полосы
- журнал боевых действий, начатый 29-го апреля 1919 года
- проект положения о пропаганде социалистических идей в войсках
- указания для инструкторов Красной армии;
- полевая книжка с заметками об установлении связи со штабом Красной армии и со стачечным комитетом Петровск-Кавказского, указано и местопребывание штаба — «Торкали К. Т. Кумтор-Кала». В ней имелись приказы о выставлении сторожевого охранения в сторону Петровска, Шамхала и Капчугая, о немедленном взятии города Т. X. Шуры (от 2-го мая), о мерах предосторожности по отношению к лицам, делегируемым в Астрахань, о мерах санитарной помощи, о приобретении и высылке в «Т» (Кумтор-Кала) треног с пулеметами, о высылке дозора в сторону селения Атлыбуюн и Капчугай и мерах в случае нападения со стороны Атлыбуюна или Капчугая. Силы, предназначенные для отражения нападения деникинцев указаны следующие: три эскадрона конницы и резерв торкалинцев
- донесения, адресованные Буйнакскому
- записка, адресованная Гоголеву и подписанная Буйнакским
- блокноты с фамилиями лиц, счетами и расписками в получении денег как для личного содержания, так и для покупки фуража. В расписке фигурируют имена и фамилии: «С. Абдул Халим», «Абдулла» и «Абдул Вагаб». Запись расходов в пределах 100—14350 рублей. По этой записи, Саид Абдул-Халимов получил на расходы 10000 рублей. В записке и письме сообщается об офицере деникинской армии — поручике, получившем у Абдул-Халимова деньги
- записка о демонстрации в Петровске, подписанная Оскаром
- 4 записки, первые две за подписью «Оскар», в одной из которых сказано: «надеюсь скоро обезвредить аэропланы… Нужно приготовить папиросы для наших батарейцев», в третьей и четвертой тем же почерком без подписи говорится об изъятии орудийных замков с батареи и о необходимости угона батарейных лошадей, о выводе из строя подъемного крана для гидроаэропланов
- список красноармейцев в Кумторкале
- 3 листа бумаги с разными заметками, из них лист журнала боевых действий с записью: «30-го апреля. Организовано три эскадрона…», «Нашими испорчены подъемные гидроаэропланные краны (английские), ночью предположено снять замки с английских батарей, если удастся, то и увод лошадей»
- печатные прокламации, материалы за подписью «Российская Коммунистическая партия (большевиков)», рапорта, адресованные Буйнакскому, несколько писем Махача Дахадаева

Оскар Лещинский работал в Дагестане под поддельным именем, называясь Николаем Викторовичем Савинковым, однако благодаря почерку на записках следствию удалось выяснить его настоящее имя, но не фамилию. Его передали деникинской контрразведке.

Суд на тринадцатью обвиняемыми, начавшийся 10 июня и длившийся 3 дня, проходил в помещении Петровского Мирового отдела на Соборной улице. Из-за ажиотажа среди населения людей пропускали только по билетам. Состав суда вошли: четверо военных (Пиралов, Гебек-Хан Аварский, Джамалуддин Доногуев и Абдула-Бутай Нахибашев) и один шариатский судья — Ибрагим-кади Кадиев. Секретарь суда – Малиновский. Прокурор полковник Н. Н. Басин огласил обвинение: 
«начиная с 1919 года на территории Дагестана, по уговору между собою и другими лицами, способствовали войскам Советской республики в ее военных действиях против Добровольческой армии и союзных с ней войск, для чего вели агитацию в пользу Советской республики, организовали Красную Армию, в которой Абдурашид Меджидов был главнокомандующим, Буйнакский был председателем Военного совета, а Саид Абдул-Халимов членом того же Совета, принимал меры к переходу на их сторону воинских частей Петровского отряда Добровольческой армии и к лишению города Порт-Петровска возможности защиты от неприятеля тем, что испортили подъёмные краны для гидропланов и пытались вынуть замки из орудий английских батарей и увести упряжных артиллерийских лошадей. В конце апреля и в начале мая организовали отряд красных для нападения на город Порт-Петровск, т. е. в преступлении, предусмотренном 13 ст. Уложения о Наказаниях и 3-й частью п. I и I ст. 108 Уголовного Уложения».
Прокурор требовал высшей меры наказания в виде расстрела. Буйнакский не отрицал участие в попытке мятежа и произносил речи про близкую гибель насильников трудящихся и правоту большевизма. Прокурор требовал соблюдать порядок и говорить по существу.
13 июня было вынесено постановление расстрелять пятерых из заключённых, в том числе Буйнакского. Суд ходатайствовал правителю Дагестана Халилову о замене смертной казни в связи с тем, что они могли быть вовлечены «в совершенные ими преступные деяния неблагоприятным для них стечением обстоятельств и всеобщей разрухой и ввиду того, что являются людьми, недостаточно знакомыми с правилами ислама и шариата, не уяснившими себе, что ислам и шариат совершенно не допускают большевизма и не мирятся с ним», однако ходатайство было отвергнуто. Заключённых конвоировали обратно в тюрьму. 16 августа к станции Темиргое приехал бронепоезд «Кавказец», в котором привезли приговорённых на расстрел. Расстрел был произведён добровольческими частями. Судебный процесс проходил одновременно с антиденикинским повстанческим движением, который начался в июне в Даргинском округе и в августе уже достиг значительных успехов.
|    | Имя подсудимого            | Возраст | Приговор                    | Наказание                                               |
| -- | -------------------------- | ------- | --------------------------- | ------------------------------------------------------- |
| 1  | Уллубий Буйнакский         | 28      | виновны по всем статьям     | расстрел                                                |
| 2  | Абдул-Вагаб Гаджимагомедов | 30      | виновны по всем статьям     | расстрел                                                |
| 3  | Абдурахман Исмаилов        | 19      | виновны по всем статьям     | расстрел                                                |
| 4  | Саид Абдул-Халимов         | 24      | виновны по всем статьям     | расстрел                                                |
| 5  | Меджид Али                 | 26      | виновны по всем статьям     | расстрел                                                |
| 6  | Муртуз-али Османов         | 39      | виновны частично            | лишение всех прав состояния, ссылка и каторга на 4 года |
| 7  | Абдул-Рашид Меджидов       | 45      | виновны частично            | лишение всех прав состояния, ссылка и каторга на 4 года |
| 8  | Шамиль Рашкуев             | 22      | вина не доказана, оправданы | вина не доказана, оправданы                             |
| 9  | Джемалуддин Дайгибов       | 42      | вина не доказана, оправданы | вина не доказана, оправданы                             |
| 10 | Абулав Абакаров            | 45      | вина не доказана, оправданы | вина не доказана, оправданы                             |
| 11 | Ассадулла Ибрагим оглы     | 50      | вина не доказана, оправданы | вина не доказана, оправданы                             |
| 12 | Шах-Мирза Мамакай оглы     | 65      | вина не доказана, оправданы | вина не доказана, оправданы                             |
| 13 | Хадижат Мустафа кизы       | 30      | вина не доказана, оправданы | вина не доказана, оправданы                             |

После установления советской власти большевиками были пойманы члены Военно-Шариатского суда — судья Кадиев и полковники Доногуев и Нахибашев. 24 сентября 1920 года они предстали перед трибуналом. Все были признаны виновными. Доногуев был приговорён к расстрелу, Кадиев и Нахибашев определены в «концентрационный лагерь принудительных общественных работ до окончания гражданской войны». Кадиев был повторно арестован чекистами в 1921 году и расстрелян (реабилитирован в 1994 году Прокуратурой РД). Председатель суда полковник Омар Пиралов в последствии был одним из руководителей крупного антисоветского восстания в Дагестане, однако после его подавления он также был убит. Гебек Аварский арестован в 1931 году и расстрелян через 2 года, реабилитирован в 1989 году Прокуратурой ДАССР.

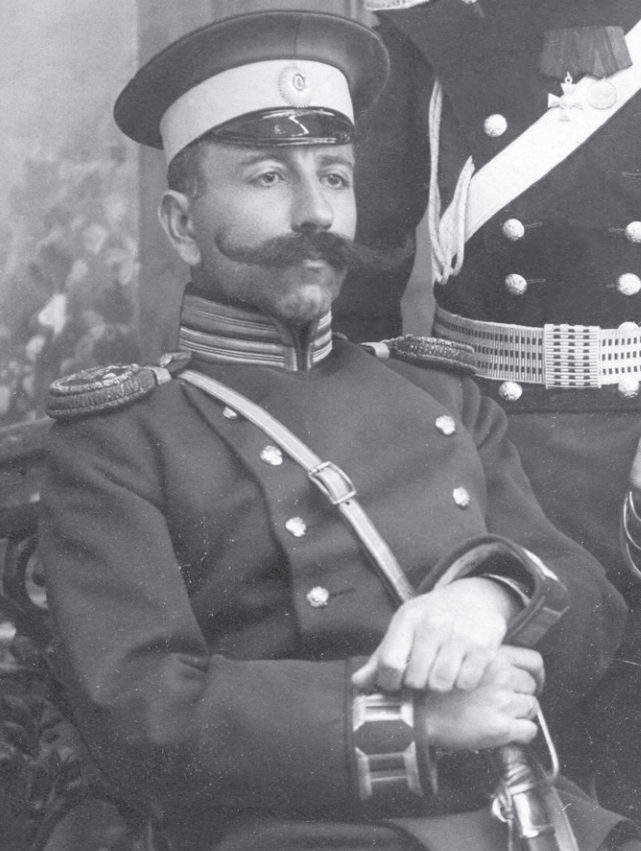
Джамалуддин Доногуев. Темир-Хан-Шура, 1909 год. Расстрелян в 1920 году
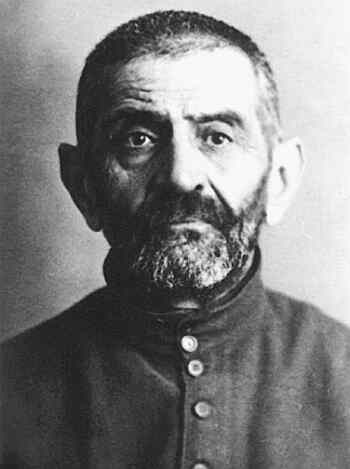
Полковник Абдула-Бутай Нахибашев. В 1939 году был повторно арестован, в 1941 — расстрелян

## Память
- Расстрелянные были перезахоронены в братской могиле в Буйнакске вместе с Махачем Дахадаевым, Сафаром Дударовым и другими большевиками. На месте захоронения установлен мемориал от скульптора Анатолия Ягудаева[26].
- В честь Уллубия Буйнакского были переименованы столица Дагестана Темир-Хан-Шура (в Буйнакск) и другие населённые пункты[10].
- В 1981 году в честь 60-летия образования ДАССР в Махачкале был открыт памятник расстрелянным подпольщикам. На открытии выступил первый секретарь дагобкома КПСС Магомедсалам Умаханов. Открытие сопровождалось специально записанной музыкой композитора Ширвани Чалаева. Скульпторы памятника —  Гейбат Гейбатов и А. Г. Захаров, отлит на заводе Монументскульптура[27].

### Комментарии
1. ↑  ныне улица имени Дахадаева[8]
2. ↑  В период Горской республики город был переименован в Шамиль-кала[1]
3. ↑  В действительности, человек по имени Николай Савинков был эсером. Получив его паспорт, Лещинский перебрался в Дагестан под предлогом того, что он участвовал в подавленном большевиками восстании эсеров в Астрахани, из-за чего антисоветские силы приняли его в Дагестане с почестями[3]
4. ↑  ныне улица Оскара, дом 29[8]
5. ↑  «виновны в принадлежности к партии коммунистов, ставящих своей целью свержение существующего в государстве общественного строя»